# Kelsi Dahlia
Kelsi Dahlia (geboren als:Kelsi Worrell) (Westampton, 15 juli 1994) is een Amerikaanse zwemster. Ze vertegenwoordigde haar vaderland op de Olympische Zomerspelen 2016 in Rio de Janeiro.

## Carrière
Bij haar internationale debuut, op de Pan-Amerikaanse Spelen 2015 in Toronto, veroverde Worrell de gouden medaille op de 100 meter vlinderslag. Op de 4x100 meter wisselslag sleepte ze samen met Natalie Coughlin, Katie Meili en Allison Schmitt de gouden medaille in de wacht. Samen met Katie Meili, Allison Schmitt en Madison Kennedy zwom ze in de series van de 4x100 meter vrije slag, in de finale legden Schmitt en Kennedy samen met Amanda Weir en Natalie Coughlin de zilveren medaille in de wacht. Voor haar aandeel in de series van deze estafette werd Worrell beloond met de zilveren medaille.
Op de 2016 US Olympic Trials in Omaha (Nebraska) kwalificeerde de Amerikaanse zich, op de 100 meter vlinderslag, voor de Olympische Zomerspelen 2016 in Rio de Janeiro. In Brazilië werd Worrell uitgeschakeld in de halve finales van de 100 meter vlinderslag. Op de 4x100 meter wisselslag zwom ze samen met Olivia Smoliga, Katie Meili en Abbey Weitzeil in de series, in de finale legden Kathleen Baker, Lilly King, Dana Vollmer en Simone Manuel beslag op de gouden medaille. Voor haar aandeel in de series ontving Worrell eveneens de gouden medaille.

## Internationale toernooien
| Jaar | Olympische Spelen                                                      | WK langebaan | WK kortebaan | PanPacs                                                                                        | Pan-Ams                                                                                 |
| ---- | ---------------------------------------------------------------------- | --- | --- | ---------------------------------------------------------------------------------------------- | --------------------------------------------------------------------------------------- |
| 2015 |                                                                        | geen deelname | |                                                                                                | 100m vlinderslag · 4x100m vrije slag · Worrell zwom enkel de series · 4x100m wisselslag |
| 2016 | 9e 100m vlinderslag · 4x100m wisselslag · Worrell zwom enkel de series | | 50m vlinderslag · 100m vlinderslag · 200m vlinderslag · 4e 4x50m vrije slag · 4x100m vrije slag · 4x50m wisselslag · 4x100m wisselslag · 4x50m wisselslag gemengd                         |                                                                                                |                                                                                         |
| 2017 |                                                                        | 4e 50m vlinderslag · 100m vlinderslag · 4x100m vrije slag · 4x100m wisselslag · 4x100m vrije slag gemengd · Worrell zwom enkel de series · 4x100m wisselslag gemengd · Worrell zwom enkel de series | |                                                                                                |                                                                                         |
| 2018 |                                                                        | | 50m vlinderslag · 100m vlinderslag · 200m vlinderslag · 4x50m vrije slag · 4x100m vrije slag · 4x50m wisselslag · 4x100m wisselslag · 4x50m vrije slag gemengd · 4x50m wisselslag gemengd | 8e 50m vrije slag · 100m vrije slag · 100m vlinderslag · 4x100m vrije slag · 4x100m wisselslag |                                                                                         |
| 2019 |                                                                        | 4e 50m vlinderslag · 6e 100m vlinderslag · 4x100m vrije slag · 4x100m wisselslag · 4x100m wisselslag gemengd · Worrell zwom enkel de series                                                         | |                                                                                                | geen deelname                                                                           |

## Persoonlijke records
Bijgewerkt tot en met 30 juni 2016
Kortebaan
| Afstand          | Tijd    | Datum            | Plaats       |
| ---------------- | ------- | ---------------- | ------------ |
| 100m vlinderslag | 55,42   | 11 december 2015 | Indianapolis |
| 200m vlinderslag | 2.04,78 | 12 december 2015 | Indianapolis |

Langebaan
| Afstand          | Tijd    | Datum           | Plaats      |
| ---------------- | ------- | --------------- | ----------- |
| 50m vrije slag   | 24,98   | 31 maart 2016   | Montpellier |
| 100m vrije slag  | 54,00   | 30 juni 2016    | Omaha       |
| 50m vlinderslag  | 26,35   | 7 augustus 2014 | Irvine      |
| 100m vlinderslag | 56,48   | 27 juni 2016    | Omaha       |
| 200m vlinderslag | 2.08,61 | 9 augustus 2015 | San Antonio |